# Peggy Lee
Peggy Lee właśc. Norma Deloris Egstrom (ur. 26 maja 1920 w Jamestown, zm. 21 stycznia 2002 w Los Angeles) – amerykańska piosenkarka i aktorka.

## Życiorys
Urodziła się 26 maja 1920 jako szóste z siedmiorga dzieci Marvina Olofa Egstroma (pochodzącego ze Szwecji) i jego żony, Selmy Amelii z domu Anderson (pochodzącej z Norwegii). Gdy miała cztery lata, zmarła jej matka, a jej ojciec wkrótce ożenił się z Minnie Schaumberg Wiese, która miała znęcać się fizycznie i psychicznie nad pasierbicą. Dorastała w Jamestown, Nortonville i Wimbledonie, gdzie w 1937 ukończyła naukę w Wimbledon High School oraz śpiewała w uczelnianym zespole.
W 1936 śpiewała w radiu KOVC w Valley City. W 1937 dostała pracę w radiu WDAY, a za namową Kena Kennedy’ego, dyrektora programowego rozgłośni, przyjęła pseudonim artystyczny Peggy Lee. W wieku 17 lat wyprowadziła się z domu rodzinnego i zamieszkała w Hollywood, gdzie początkowo pracowała jako kucharka i kelnerka w kawiarni Harry’s Cafe oraz cyrkowy zapowiadacz w Balboa Fun Zone. O pracy w cyrku napisała piosenkę „The Nickel Ride”, którą skomponowała z Dave’em Grusinem na potrzeby ścieżki dźwiękowej do filmu kryminalnego o tym samym tytule z 1974. Przed rozpoczęciem ogólnokrajowej kariery śpiewała w The Powers Hotel w Fargo oraz odbyła trasę koncertową z Sev Olsonem i Will Osborne Orchestras. W 1940 powróciła do Kalifornii, gdzie śpiewała w The Doll House w Palm Springs, gdzie poznała Franka Beringa, właściciela hotelu Ambassador East and West w Chicago, który zaproponował jej koncert w klubie nocnym Buttery Room. Tam została dostrzeżona przez Benny’ego Goodmana, z którego orkiestrą w sierpniu 1941 nawiązała współpracę i nagrała swój pierwszy utwór, „Elmer’s Tune”.
W 1942 nagrała utwór „Somebody Else Is Taking My Place”, który cieszył się popularnością w amerykańskich rozgłośniach radiowych. Dwa lata później wydała singiel „Why Don’t You Do Right?”, który okazał się wielkim przebojem i rozszedł się w ponad 1 mln egzemplarzy w kraju, a także znalazł się w ścieżce dźwiękowej do filmu Stage Door Canteen (1943). W tym samym roku wystąpiła również w filmie The Powers Girl. W latach 40. nagrała kolejne piosenki dla wytwórni Capitol Records, m.in. utwory „I Don't Know Enough About You”, „It's a Good Day” i „Mañana” oraz przebój „Golden Earrings”, który znalazł się w ścieżce dźwiękowej do filmu o tym samym tytule z 1947. W 1948 została prowadzącą audycję muzyczną The Chesterfield Supper Club w NBC Radio. Za rolę Rose Hopkins w filmie Pete Kelly’s Blues (1955) została nominowana do Oscara dla najlepszej aktorki drugoplanowej. W 1958 nagrała cover przeboju Little Willie Johna „Fever”, który stał się hitem i zapewnił jej nominację do trzech nagród Grammy. W 1970 podjęła współpracę z Paulem i Lindą McCartneyami, który podarowali jej utwór „Let’s Love”.
Była czterokrotnie zamężna. Jej mężami byli: gitarzysta Dave Barbour (w latach 1943–1951), aktor Brad Dexter (1953), aktor Dewey Martin (1956–1958) i perkusista Jack Del Rio (1964–1965).

## Dyskografia
- Rendezvous with Peggy Lee (Capitol, 1948)
- Benny Goodman with Peggy Lee (Columbia, 1949)
- My Best to You: Peggy Lee Sings (Capitol, 1950)
- Road to Bali (Selections From The Paramount Picture) (Decca, 1952)
- Black Coffee (Decca, 1953)
- Selections from Irving Berlin’s White Christmas (Decca, 1954)
- Peggy: Songs in an Intimate Style (Decca, 1954)
- Songs from Pete Kelly's Blues (Decca, 1955)
- Songs from Walt Disney's Lady and the Tramp (Decca, 1955)
- The Man I Love (Capitol, 1957)
- Peggy Lee Sings with Benny Goodman (Harmony, 1957)
- Dream Street (Decca, 1957)
- Jump for Joy (Capitol, 1958)
- Things Are Swingin' (Capitol, 1958)
- Miss Wonderful (Decca, 1958)
- Sea Shells (Decca, 1958)
- Beauty and the Beat! (Capitol, 1959)
- I Like Men! (Capitol, 1959)
- Christmas Carousel (Capitol, 1960)
- Latin ala Lee! (Capitol, 1960)
- Pretty Eyes (Capitol, 1960)
- Basin Street East Proudly Presents Miss Peggy Lee (Capitol, 1961)
- If You Go (Capitol, 1961)
- Olé ala Lee (Capitol, 1960)
- All Aglow Again! (1960)
- Sugar 'n' Spice (Capitol, 1962)
- Blues Cross Country (Capitol, 1962)
- The Fabulous Peggy Lee (Decca, 1963)
- Mink Jazz (Capitol, 1963)
- The Fabulous Miss Lee (World Record Club, 1963)
- I'm a Woman (Capitol, 1963)
- Lover (Decca, 1963)
- In the Name of Love (Capitol, 1964)
- In Love Again! (Capitol, 1964)
- Then Was Then – Now Is Now! (Capitol, 1965)
- Pass Me By (Capitol, 1965)
- Happy Holiday (Capitol, 1965)
- Guitars a là Lee (Capitol, 1966)
- Big $pender (Capitol, 1966)
- So Blue (Vocalion, 1966)
- Extra Special! (Capitol, 1967)
- Somethin' Groovy! (Capitol, 1967)
- 2 Shows Nightly (Capitol, 1968)
- Is That All There Is? (Capitol, 1969)
- A Natural Woman (Capitol, 1969)
- Bridge Over Troubled Water (Capitol, 1970)
- Make It With You (Capitol, 1970)
- Crazy in the Heart (Vocalion, 1970)
- Where Did They Go (Capitol, 1971)
- Norma Deloris Egstrom from Jamestown, North Dakota (Capitol, 1972)
- Peggy Lee (Everest Archive, 1974)
- Let's Love (Atlantic, 1974)
- Mirrors (A&M, 1975)
- Peggy (Polydor, 1977)
- Live in London (Polydor, 1977)
- Walt Disney's Lady and the Tramp: All the Songs from the Film (Disneyland, 1979)
- Close Enough for Love (DRG, 1979)
- You Can Depend On Me: 14 Previously Unreleased Songs (Glendale, 1981)
- The Music Makers Program 116 for Broadcast Week of 4/19/82 (Music Makers, 1982)
- Easy Listening (Artistic Art, 1984)
- The Uncollected Peggy Lee (Hindsight, 1985)
- If I Could Be with You (Sounds Rare 1986)
- Miss Peggy Lee Sings the Blues (Musicmasters, 1988)
- The Peggy Lee Songbook: There'll Be Another Spring (Musical Heritage Society, 1990)
- Peggy Lee with the Dave Barbour Band (Laserlight, 1991)
- Love Held Lightly: Rare Songs by Harold Arlen (Angel, 1993)
- Moments Like This (Chesky, 1993)